# Криве су звезде (филм)
Криве су звезде (енгл. The Fault in Our Stars) америчка је љубавна драма из 2014. режисера Џоша Буна, снимљена по истоименом роману Џона Грина.
Филм приказује везу Хејзел Грејс Линкастер и Огастуса Вотерса који се упознају у групи за подршку тинејџерима оболелим од рака. Главне улоге тумаче Шејлин Вудли и Енсел Елгорт, а у филму такође наступају Нет Вулф, Лора Дерн, Сем Трамел и Вилем Дафо.
Критичари су позитивно оценили филм и назвали га верном адаптацијом романа Џона Грина, а посебно су похвалили изведбу Шејлин Вудли у улози Хејзел Грејс. Публика је такође позитивно реаговала на филм, који је током прве недеље приказивања био најгледанији у биоскопима широм света, и на крају зарадио преко 307 милиона долара.

## Улоге
| Глумац          | Улога                  |
| --------------- | ---------------------- |
| Шејлин Вудли    | Хејзел Грејс Линкастер |
| Енсел Елгорт    | Огастус Вотерс         |
| Нет Вулф        | Ајзак                  |
| Лора Дерн       | Френи Линкастер        |
| Сем Трамел      | Мајкл Линкастер        |
| Вилем Дафо      | Питер ван Хаутен       |
| Лоте Вербек     | Лидевеј Влигенхарт     |
| Мајк Бербиглија | Патрик                 |